# An Dĩ Hiên
An Dĩ Hiên (sinh ngày 29 tháng 9 năm 1980) là nữ Ca sĩ, Diễn viên Đài Loan trực thuộc Hoa Nghị huynh đệ. Tốt nghiệp khoa quản lý khách sạn tại Đại học Du lịch và Khách sạn Đài Loan (Taiwan Hospitality & Tourism University). Vì cùng lấy họ An nên cô và người bạn thân thiết, nam Diễn viên An Quân Xán đã cùng nhận là chị em kết nghĩa.

## Tiểu sử
An Dĩ Hiên sinh trưởng trong gia đình với người bố đơn thân và không gặp mẹ ruột từ khi cô còn rất nhỏ. Cô nhận sự giáo dục nghiêm khắc từ cha ruột và mẹ kế. Cha cô thuộc thế hệ thứ hai trong gia đình quan chức (quan nhị đại). Ông nắm giữ khối sản nghiệp lớn đồng thời làm chủ tập đoàn bảo an và công ty dệt quân dụng làm ăn phát đạt, khởi đầu kinh doanh tại Đài Trung sau đó mở rộng đến Đài Bắc. Ông nội là cán bộ cao cấp của chính phủ, bà nội là đại địa chủ miền Đông sở hữu nhiều bất động sản có giá trị.

## Đời tư
Năm 2017, cô kết hôn cùng Trần Vinh Luyện (陈荣炼), Chủ tịch tập đoàn Đức Tấn (Takchun), chuyên kinh doanh bất động sản và sòng bài tại Macao.
Tháng 7 năm 2019, sau 2 năm kết hôn, An Dĩ Hiên sinh con trai đầu (tên tiếng anh: Ace, tên thường gọi: Lục Lục). 
Năm 2020, cô tiếp tục hạ sanh 1 bé gái (tên Alice, tên biệt danh: Oa Bảo).

## Sự nghiệp
Năm 2000, An Dĩ Hiên chính thức bước chân vào làng giải trí với vai diễn đầu tay trong Ma lạp Tiên Sư.
Năm 2003, cô được giao vai chính Bùi Ngữ Yến (Tiểu Yến Tử) trong phim truyền hình dài tập Đấu Ngư (Những ngã rẽ cuộc đời) chuyển thể từ cuốn tiểu thuyết Little Daisy (Tiểu Sồ Cúc) của Lạc Tâm. Đấu Ngư tạo được tiếng vang ngay sau khi phát sóng và được khen ngợi như là phiên bản Đài Loan của Người trong giang hồ. Drama này trình chiếu tại Đài Loan đã phá vỡ các kỉ lục về rating và đưa dàn diễn viên trẻ như Quách Phẩm Siêu, An Dĩ Hiên và Lam Chính Long trở thành các ngôi sao lớn, bấy giờ họ vẫn còn là các diễn viên vô danh. Bài hát kết thúc của bộ phim Lydia cũng là bản hit trên bảng xếp hạng, đưa ban nhạc F.I.R (Phi Nhi Nhạc Đoàn) trở nên nổi tiếng trước cả khi nhóm chính thức ra mắt. Bộ phim cùng với một số phim Đài Loan như Cùng ngắm mưa sao băng đã mở đầu cho làn sóng phim Thần tượng Đài Loan một thời làm mưa làm gió các quốc gia châu á.
Năm 2004, sau thành công của Đấu Ngư, An Dĩ Hiên quyết định phát triển sự nghiệp diễn xuất tại Trung Quốc đại lục. Bộ phim đầu tiên cô tham gia tại Đại Lục là vai diễn Lâm Nguyệt Như trong Tiên kiếm kỳ hiệp truyện (cùng Hồ Ca, Lưu Diệc Phi, Bành Vu Yến). Bộ phim gặt hái nhiều thành công và mở đầu cho dòng phim tiên hiệp sau này.
Sau đó cô đã tham gia nhiều vai diễn trong các bộ phim truyền hình của Trung Quốc như Đại Hán Thiên Tử (2005), Trung Hoa anh hùng (2005), Nằm gai nếm mật (2006), Tuyết sơn phi hồ (2006), Xa Thần (2006).
Năm 2007, An Dĩ Hiên cho ra mắt album ca nhạc đầu tay Tôi là sao Thiên Bình, gồm 7 ca khúc và quyết định nghỉ ngơi suốt 1 năm dài để điều trị bệnh tim mạch.
Năm 2008, An Dĩ Hiên tái xuất bất ngờ với vai diễn Vân Nhi trong bộ phim Vân Nương của nhà văn Quỳnh Dao. Bộ phim phủ sóng khắp Trung Quốc và chinh phục trái tim người xem đài lớn tuổi nhờ xây dựng thành công hình ảnh "nàng dâu quốc dân" Vân Nhi. Đến nay, sau nhiều năm nhưng Vân Nương vẫn giữ vị trí Top 3 trong danh sách 100 phim truyền hình có tỉ suất người xem cao nhất Trung Quốc (từ 2007 - nay).
Sau đó cô nhận vai Chức Nữ Ti Âm trong Ngưu Lang Chức Nữ.
Năm 2009, An Dĩ Hiên vào vai Triệu Mẫn trong phim truyền hình Ỷ Thiên Đồ Long ký chuyển thể từ tiểu thuyết cùng tên của nhà văn Kim Dung. Cùng năm đó, An Dĩ Hiên quay trở lại màn ảnh Đài Loan, đóng vai Lương Mộ Tranh cùng với Ngô Kiến Hào trong bộ phim truyền hình thần tượng Trạm kế tiếp, hạnh phúc. Vai diễn được đánh giá là màn tái xuất ngoạn mục của An Dĩ Hiên sau nhiều năm không tham gia vào dòng phim thần tượng Đài Loan.
Bộ phim Trạm kế tiếp, hạnh phúc cùng với Tỏa thanh thu (Phận hồng nhan) cũng do An Dĩ Hiên chủ diễn trở thành 2 phim có tỷ suất người xem cao nhất tại Đài Loan và Thượng Hải, đưa An Dĩ Hiên trở thành Linh dược rating của các nhà đài.
Năm 2010, cô vào vai A Tây Miêu Miêu cùng Bồ Ba Giáp (vai Lưu Ngọc Đường), Lữ Lương Vĩ (vai Toàn Sơn Báo), và diễn viên Hàn Quốc Choo Ja-hyun (vai Tứ Nha Đầu) trong bộ phim truyền hình Tân Ô Long Sơn Tiễu Phỉ ký. Bộ phim chuyển thể từ tiểu thuyết văn học nổi tiếng Thủy Vận Hiến, nói về người anh hùng trong truyền thuyết dân gian Lưu Ngọc Đường trong vụ án Toàn Sơn Báo, phá được kế hoạch "phản Cộng cứu quốc" tái chiếm Đại Lục của Quốc Dân đảng ở Đài Loan. Phim có sự tham gia góp mặt của các diễn viễn tên tuổi từ Trung Quốc, Hồng Kông, Đài Loan và Hàn Quốc.
Năm 2011, An Dĩ Hiên đóng cặp với Đỗ Thuần trong Đại chiến cổ kim Tần Dũng tình, một bộ phim truyền hình đặt ở ba thời kỳ khác nhau. Cô cũng vào vai Lý Sư Sư, một kỹ nữ và người tình của Tống Huy Tông trong phim Tân Thủy hử.
Năm 2013, An Dĩ Hiên quay về Đài Loan đóng cặp với Hạ Quân Tường trong phim Thượng Lưu tục nữ.
Năm 2015, An Dĩ Hiên vào vai Ngải Mễ Lạp (Emily) trong bộ phim Ngự tỉ trở lại cùng Chu Nhất Long.
Năm 2016, cô xuất hiện dưới vai trò cameo trong phim cách mạng Giải Mật và Bán Yêu Khuynh Thành.
Năm 2018, Cô đặc biệt tham gia diễn xuất với vai diễn Độc Cô Bát Nhã (Bàn Nhược) trong phim truyền hình dài tập Độc cô thiên hạ. Dù chỉ là khách mời đặc biệt diễn xuất nhưng Độc Cô Bàn Nhược của An Dĩ Hiên đã chinh phục người xem bằng thần thái cao quý, trí tuệ hơn người, đôi mắt sắc bén và diễn xuất nội tâm. Đây cũng là vai diễn phản diện hiếm hoi của cô trong suốt nhiều năm sự nghiệp.

## Danh sách phim

### Phim điện ảnh
| Năm  | Tựa đề                     | Tựa đề tiếng Trung | Vai diễn                  | Ghi chú  |
| ---- | -------------------------- | ------------------ | ------------------------- | -------- |
| 2003 | Phong thành                | 風城               | Tiểu Phong                | Nữ chính |
| 2003 | Người kế thừa ngôi vua     | 王位继承人         | A Hoa                     | Nữ chính |
| 2004 | Những cô gái Kungufu       | 空手道少女組       | Hoàng Y Y                 | Nữ chính |
| 2010 | Điệp huyết cô thành        | 喋血孤城           | Uyển Thanh                | Nữ chính |
| 2010 | Phi thành vật nhiễu 2      | 非誠勿擾2          | Hiên Hiên                 | Cameo    |
| 2011 | Sự kiện nhạy cảm           | 敏感事件           | La Tiểu Nghê              | Nữ chính |
| 2012 | Kết hôn cuồng tưởng khúc   | 結婚狂想曲         | Nhạc Lâm                  | Nữ chính |
| 2012 | Dâng hoa cho dã thú        | 给野兽献花         | Yo Yo                     | Nữ chính |
| 2013 | Trung liệt Dương Gia Tướng | 忠烈楊家將         | Sài Quận Chúa             | Nữ chính |
| 2013 | Khống chế                  | 控制               | Mật Mật / Mimi            | Nữ phụ   |
| 2014 | Mr. Lucky                  | 好命先生           | Tần Sư Sư                 | Nữ chính |
| 2014 | Có một ngày                | 有一天             | Ady                       | Nữ chính |
| 2015 | Bí Thuật                   | 秘术之盗墓江湖     | Tô Mị Khả                 | Nữ chính |
| 2016 | Tôi là cung xử nữ          | 我是处女座         | Diệp Tiểu Manh            | Nữ chính |
| 2018 | Đấu Ngư bản remake         |                    | Bùi Ngữ Yến (Tiểu Yến Tử) | Cameo    |

### Phim truyền hình
| Năm  | Tựa đề                                                                   | Vai diễn                                         |
| ---- | ------------------------------------------------------------------------ | ------------------------------------------------ |
| 2001 | Marmalade Boy Ma cà rồng biết yêu 橘子醬男孩                             | (Cameo)                                          |
| 2001 | Đài Loan Linh dị đại sự kiện Taiwan Lingyi Shijian 台灣靈異事件          | Lan Linh (Nữ phụ)                                |
| 2001 | Ngôi Sao Xanh Lanxing 藍星                                               | Tôn Lam Tinh (Nữ chính)                          |
| 2001 | Mala Xianshi 麻辣鮮師                                                    | Tang Keling (Nữ chính)                           |
| 2002 | Tianxia Wushuang 天下無雙                                                | (Cameo)                                          |
| 2003 | The Outsiders Những Ngã rẽ Cuộc đời 鬥魚                                 | Bùi Ngữ Yến (Tiểu Yến Tử) (Nữ chính)             |
| 2003 | Ma Lạp Cao hiệu sinh Mala Gaoxiao Sheng 麻辣高校生                       | Ou Peiqi (Nữ chính)                              |
| 2003 | Vương Bài Thiên Sứ Wangpai Tianshi 王牌天使                              | Khang Giai Nhu (Nữ chính)                        |
| 2004 | Tiên kiếm kỳ hiệp 仙劍奇俠傳                                             | Lâm Nguyệt Như (Nữ phụ)                          |
| 2004 | Nhiệm Vụ Khói Lửa Blazing Courage 火線任務                               | Lý Giai Gia (Nữ chính)                           |
| 2004 | Những ngã rẽ cuộc đời phần 2 The Outsiders II 鬥魚2                      | Bùi Ngữ Yến (Nữ chính)                           |
| 2004 | Ký túc xá của những người độc thân Single Dormitory 單身宿舍連環泡       | Yu Ruoxue (Nữ chính)                             |
| 2004 | Truy phong thiếu niên Zhuifeng Shaonian 追風少年                         | Coco Chu Khả Lệ (Cameo)                          |
| 2005 | Đại Hán Thiên Tử 3 Dahan Tianzi 3 大漢天子三                             | Hoắc Kỳ Liên (Nữ chính)                          |
| 2005 | Trung Hoa Anh Hùng The Legend of Hero 中華英雄                           | Trần Khiết Du (Nữ chính)                         |
| 2006 | Hơi thở mới của tình yêu New Breath of Love 愛情新呼吸                   | Phàn Ni Sa (Cameo)                               |
| 2006 | Siêu cấp nam nữ Super Mates 超級男女                                     | Đỗ Tiểu Phụng (Nữ chính)                         |
| 2006 | Lời hôn ước lãng quên White Robe of Love 白袍之戀                        | Lưu Nhược Linh (Nữ chính)                        |
| 2006 | Xa Thần Che Shen 車神                                                    | Âu Dương Thiên (Nữ phụ)                          |
| 2006 | Tuyết Sơn Phi Hồ 雪山飛狐                                                | Miêu Nhược Lan (Nữ chính)                        |
| 2006 | Nằm gai nếm mật 臥薪嚐膽                                                 | Tây Thi (Nữ chính)                               |
| 2008 | Vân nương 芸娘                                                           | Vân Nhi / Vi Nhất Nhàn (Nữ chính)                |
| 2008 | Tỏa Thanh Thu Love Tribulations 鎖清秋                                   | Đỗ Lan Yên (Nữ chính)                            |
| 2009 | Trạm kế tiếp, hạnh phúc 下一站，幸福                                     | Lương Mộ Tranh (Nữ chính)                        |
| 2009 | Ỷ Thiên Đồ Long ký 倚天屠龍記                                            | Triệu Mẫn (Nữ chính)                             |
| 2009 | Ngưu Lang Chức nữ Cowherd and Weaver Girl 牛郎织女                       | Chức Nữ Ti Âm (Nữ chính)                         |
| 2010 | Ô Long Sơn Tiểu Phỉ Ký                                                   | A Tây Miêu Miêu (Nữ chính)                       |
| 2011 | Tây du ký 西遊記                                                         | Bạch Cốt Tinh (Nữ phụ)                           |
| 2011 | Thủy hử 水滸傳                                                           | Lý Sư Sư (Nữ phụ)                                |
| 2011 | Đại Chiến cổ kim Fight and Love with a Terracotta Warrior 古今大戰秦俑情 | Hàn Đông Nhi / Zhu Lili / Xu Xiaojing (Nữ chính) |
| 2012 | Quyền Lực Vương Phi 后宫                                                 | Thiệu Xuân Hoa / Lý Tự Vân (Nữ chính)            |
| 2013 | Toàn Dân Công Chúa The Princess 全民公主                                 | Châu Hiểu Đồng (Nữ chính)                        |
| 2013 | Thượng Lưu thục nữ 上流俗女                                              | Vương Mạn Linh (Nữ chính)                        |
| 2014 | Hải Thượng Ti Lộ                                                         | Hải Lộ / Hải Yên (Nữ chính)                      |
| 2014 | 御姐归来 Ngự Tỷ Trở Lại                                                  | Ngải Mễ Nhi (Emily) (Nữ chính)                   |
| 2015 | Bán Yêu Khuynh Thành                                                     | Ứng Tiểu Điệp (Cameo)                            |
| 2015 | The Female Assassins In The Palace Vụ án cây trâm vàng                   | Thái Điệp (Nữ chính)                             |
| 2016 | Giải Mật                                                                 | Thẩm Ngư (Cameo)                                 |
| 2016 | Đàm Hoa Mộng (Giấc Mộng Hoa Quỳnh)                                       | Âu Dương Sảnh (Nữ chính)                         |
| 2017 | 独孤天下 Độc Cô Thiên Hạ                                                 | Độc cô Bàn Nhược (Đặc biệt tham gia diễn xuất)   |

Album đĩa đơn và MV
| Năm  | Ca khúc | Trình bày                 | Chú thích                                                                                       |
| ---- | --- | ------------------------- | ----------------------------------------------------------------------------------------------- |
| 2004 | 不公平 Không Công Bằng | An Dĩ Hiên                | （电视剧《斗鱼》插曲 小燕子的心声） OST Đấu Ngư (Những ngã rẽ cuộc đời)                         |
| 2005 | Nếu ngày đó không gặp anh | An Dĩ Hiên                | 电视剧《斗鱼》 OST Đấu Ngư (Những ngã rẽ cuộc đời)                                              |
| 2007 | Album đĩa đơn "Tôi là sao Thiên Bình" gồm 6 ca khúc: 1. Nếu ngày đó không gặp anh 2. Đôi giày đế bằng 3. Khoảng cách tâm linh 4. Thiên Hương 5. Mẹ, con vẫn ổn 6. Gò mà nhỏ tiễu hành khúc | An Dĩ Hiên                |                                                                                                 |
| 2009 | 红尘恋歌 Hồng Trần Luyến Ca | An Dĩ Hiên Tùng Hạo Nam   | （电视剧《倚天屠龙记》片尾曲 与丛浩楠合唱） OST Ending Ỷ Thiên Đồ Long Ký (Bản Trương Kỷ Trung) |
| 2010 | 爱过 Từng Yêu | An Dĩ Hiên Trần Sở Sinh   | 电影《非诚勿扰2》主题曲 与陈楚生合唱） OST Phi Thành Vật Nhiễu                                  |
| 2012 | Đi cùng anh tới hạnh phúc | An Dĩ Hiên Lee Seung Hyun | 全民公主 OST Toàn Dân Công Chúa                                                                 |

### Giải thưởng

#### Giải thưởng âm nhạc
| Năm  | Tên đề cử                                                    | Tên ca khúc | Kết quả |
| ---- | ------------------------------------------------------------ | ----------- | ------- |
| 2008 | 8 âm nhạc Billboard RTHK Rookie                              | Tôi Libra   | Đề cử   |
| 2007 | 9 + 2 năm 2007 âm nhạc nổi tiếng tiên phong nữ diễn viên mới | Tôi Libra   | Đề cử   |

#### Phim ảnh và truyền hình
| Năm  | Tên lễ trao giải                                                  | Tên đề cử                            | Tên phim                                    | Kết quả   |
| ---- | ----------------------------------------------------------------- | ------------------------------------ | ------------------------------------------- | --------- |
| 2016 | Liên hoan phim quốc tế Macao lần thứ 8                            | Nữ diễn viên xuất sắc nhất           | Tôi là một Xử Nữ                            | Đề cử     |
| 2011 | Mười sáu diễn viên truyền hình Trung Quốc được khán giả yêu thích |                                      | Fight And Love With A Terracotta chiến binh | Đoạt giải |
| 2011 | Giải thưởng Youku chỉ số Video Festival                           | "mở cửa vào Nữ diễn viên thời trang" | Fight And Love With A Terracotta chiến binh | Đoạt giải |
| 2010 | "Tìm kiếm Yahoo! Kimo 2010" nữ diễn viên truyền hình              |                                      | Station Agent                               | Đoạt giải |

| Năm  | Tên lễ trao giải                 | Tên đề cử                                              | Kết quả   |
| ---- | -------------------------------- | ------------------------------------------------------ | --------- |
| 2014 | lễ hội hàng năm Esquire thứ XI   | giải thưởng "Nữ ca sĩ thời trang hàng năm"             | Đoạt giải |
| 2012 | Lễ hội châu Á đủ điều kiện       | giải thưởng châu Á thần tượng thần tượng microblogging | Đoạt giải |
| 2011 | Top 10 Reds hoan CETV của châu Á | Giải thưởng thường niên 2011 Châu Á                    | Đoạt giải |
| 2011 | Youku chỉ số Video Festival      | giải thưởng "mở cửa vào Nữ diễn viên thời trang"       | Đoạt giải |
| 2010 | Van Ness là "giải trí Quỷ đỏ lễ" | giải thưởng "cặp đôi màn hình tốt nhất"                | Đoạt giải |
| 2009 | thời trang COSMO Beauty          | giải thưởng "nghệ sĩ nghệ thuật phong cách hàng năm"   | Đoạt giải |